# マリー・アンヌ・ド・マイイ＝ネール
マリー・アンヌ・ド・マイイ＝ネール（Marie-Anne de Mailly-Nesle, 1717年10月5日 - 1744年12月8日）は、フランス王ルイ15世の公妾。ネール姉妹の五女。シャトールー公爵夫人の称号で知られる。ネール姉妹のなかで最も成功した女性。

## 生涯
マリー・アンヌは1734年に結婚してトゥルネル侯爵夫人となり、その領地に赴いていたが、姉たちが宮廷で成功するのをうらやましく思っていた彼女も夫をせかしてヴェルサイユに出てきた。夫はその後しばらくして病死してしまったので、彼女はより自由に振舞えるようになった。
マリー・アンヌはとびぬけた美しさを持つ女性で、宮廷では多くの男性たちに言い寄られていた。彼女はそのなかでデギュイヨン公爵リシュリューと関係を結んだ。彼の叔父であり、ネール姉妹のいとこでもある、2人の宮廷における後見人であったリシュリュー元帥は、王が彼女の美しさに惹かれていることに気付いていたので、彼女を新たな王の愛妾にしようと考えた。
リシュリューはマリー・アンヌを王妃付き女官にして王に近づけた。ポーリーヌ・フェリシテの前例があったにもかかわらず、姉ルイズ・ジュリーはこれを阻止するどころか喜んで迎え入れた。そのうえでリシュリューは甥といとこの関係を破綻させ、そして王を唆し、王もその気になった。
ところがマリー・アンヌはしたたかだった。彼女は姉たちの前例を研究しており、どうやって自分の立場を確かなものにするか、自分が何を要求できるのか考えていた。まず彼女はルイズ・ジュリーの追放を要求した。そして王の求愛を一度は拒否した。リシュリューは焦ったが、その後彼女は要求する条件を提示した。邸宅や宝石などの財産を贈与すること。より高い身分と地位を与えること。王との間に生まれた子は嫡出子として扱うこと。などであった。王はこの要求を呑み、彼女にシャトールー公爵領を与えた。この後彼女はシャトールー公爵夫人と呼ばれるようになった。
王の愛妾としてマリー・アンヌは大きな権力を手に入れた。彼女はジャン＝フレデリック・フェリポー・ド・モールパやアンドレ＝エルキュール・ド・フルーリーと敵対し、彼らを攻撃した。彼らを排除して王が政治の指揮を執るように薦めた。仕事の嫌いな王は気の向かない作業に少しばかり取り掛かったが、大げさに「私はあなたに殺されてしまいますよ」と言った。このころフランスはオーストリア継承戦争の真っ最中であり、しかも劣勢だった。リシュリューに依頼された彼女は王に盛んに前線に出て軍の士気を高めるよう訴えた。彼女の動きの背後には常にリシュリューがいて、彼と彼女とで王をいかに動かすかについて多くの書簡が取り交わされた。彼女の影響力は外国にも知られており、フリードリヒ大王から工作された彼女はフランスとプロイセン王国との、一度はプロイセンの側から反故にされた同盟関係について、王に同盟保持を働きかけた。
王はフランドル・アルザス前線に出たが、同行を希望したマリー・アンヌは留め置かれた。彼女は不安でたまらず、口実を設けて無許可で王の元にやって来た。幸いにも王に歓迎され、彼女の地位は磐石に見えたが、突如王は発病して生命の危機に陥った。弱気になった王は呼び寄せた聖職者たちの意見にしたがって、愛妾である彼女にこの地を離れるように命じた。彼女はおとなしくフランスに帰ったが、強気で王の回復を待った。期待は持たないほうがいいというリシュリューの助言に対し、彼女は、王が健康な体に戻ったら、必ずや彼女を求めるだろうと返事した。結果はそのとおりになり、王は自分に愛妾を持ったことについて懺悔させた司教を隠遁させ、改めて彼女を呼び寄せた。
マリー・アンヌはヴェルサイユへの帰還について、彼女について反対だった何人かの役職解任を、とくにモールパの追放を要求した。王のモールパについての評価は高かったので、彼についてはそれを拒み、代わりにモールパに王の代理人として彼女を迎えに行くという役目を与えた。マリー・アンヌは勝ち誇ってモールパを出迎えた。彼女はそのとき少し体調を崩していたので、数日後に戻ると伝えたが、その後容態が急変し、苦しんだ末、1744年12月に死亡した。若い彼女の急死は、モールパ毒殺説を呼び起こした。現代では否定されているが、後にポンパドゥール夫人が台頭したとき、モールパは、自分がマリー・アンヌを殺したと周囲に放言することによってポンパドゥール夫人を脅かしたという。
マリー・アンヌの死後、王は例によって、少しの間愛妾の死の衝撃に打ち沈んだが、また新しい愛妾を求め始めた。ローラゲー公爵夫人の名前が取りざたされたが、やがて明らかになったその女性は、すでにパリの社交界では話題になっていたブルジョアの娘、ポンパドゥール夫人だった。